# Ceryx flavigutta
Ceryx flavigutta är en fjärilsart som beskrevs av Gustaaf Hulstaert 1924. Ceryx flavigutta ingår i släktet Ceryx och familjen björnspinnare. Inga underarter finns listade i Catalogue of Life.